# فيلما سكانتليبيري
ڤيلما سكانتليبيري (بالإنجليزية: Velma Scantlebury) وتُعرَف أيضًا ڤيلما سكانتليبيري وايت (ولدت 6 أكتوبر/تشرين الأول 1955) أوّل جرّاحة زراعة أعضاء أمريكيّة بربادوسيّة من أصل أفريقي في الولايات المتحدة الأمريكية. حصلت على العديد من الأوسمة في حياتها المهنيّة، وحصلت على لقب ’’أفضل الأطباء في أمريكا‘‘ و’’أبرز الأطباء في أمريكا‘‘ عدّة مرات.
مُنِحَت سكانتليبيري ’’جائزة امرأة الإلهام‘‘ لإلهامها الكثيرين و’’جائزة موهبة الحياة‘‘ من مؤسسة الكلى الوطنية. بالإضافة إلى تكريمها من قبل الرابطة الأمريكية الكاريبية للطب والعلوم، ووسام استحقاق التاج الذهبي لبربادوس لجهودها في تثقيف الأقليّات حول زراعة الأعضاء. أجرت أكثر من 2000 عمليّة زرع ونشرت العديد من الأبحاث الخاضعة لمراجعة الأقران.

## حياتها المبكرة والتعليم
ولدت ڤيلما باتريشيا سكانتليبيري في 6 أكتوبر/تشرين الأول 1955 في غودلاند، أبرشية سانت مايكل (باربادوس)، لكاثلين (ني جوردان) وديلاسي ويتستانلي سكانتليبيري. درست ثلاث سنوات في مدرسة ألين في سانت أندرو باريش، قبل أن تنتقل أسرتها إلى مدينة نيويورك في عام 1969، وبعد الانتهاء من تعليمها الثانوي في مدرسة بروسبكت هايتس الثانوية في بروكلين، بدأت سكانتليبيري في دراسة البيولوجيا في عام 1973 في جامعة لونغ آيلاند بروكلين. على الرغم من أنّها حصلت على منحة دراسيّة لمدة عام واحد في كلية بارنارد، إلّا أنّها كانت تشعر بالقلق إزاء العبء المالي لاستمرار دراستها واختارت بدلاً من ذلك التعليم بالمدرسة في بروكلين حيث ترعرعت. 

## كلية الطب والتخصص في الجراحة
تخرّجت عام 1977 وحصلت على درجة البكالوريوس في البيولوجيا، وقُبِلَت في كلٍّ من كلية الطب بجامعة ييل وكلية الأطباء والجراحين بجامعة كولومبيا (P&S). اختارت الأخيرة وحصلت على شهادتها الطبية في عام 1981.
على الرغم من الإحباط المنتشر حول اختصاص الجراحة، أكملت سكانتليبيري فترة التدريب في الجراحة العامة والإقامة في مستشفى هارلم، وكانت مشرفة الدكتوراه باربرا بارلو، رئيسة قسم جراحة الأطفال. بدأت في عامها الثالث من الإقامة في إجراء مقابلات لاختيار تخصّصها. بعد اجتماعها مع الدكتور مارك م. رافيتش، واحد من الرّواد في استخدام التدبيس الطبي في الولايات المتحدة، في مستشفى الأطفال في جامعة بيتسبرغ، اقتنعت بالتخصص في جراحة زراعة الأعضاء عند الأطفال. وبدأت في عام 1986 منحة في كليّة الطب في جامعة بيتسبرغ (Pitt)، تحت إشراف الدكتور توماس ستارزل وأمضت العامين المقبلين في العمل السريري.

## أوّل جرّاحة زراعة أعضاء أمريكيّة أفريقيّة
عملت سكانتليبيري بين عامي 1988 و 2002 في جراحة زراعة الأعضاء في كليّة الطب في جامعة بيتسبرغ، وحازت على شهادة دكتورة جرّاحة في عام 1989، وأصبحت أوّل امرأة جرّاحة أمريكية من أصل أفريقي. وفي نفس العام تزوّجت من الدكتور هارفي وايت،[1] وحصلت على ’’جائزة موهبة الحياة‘‘ من مؤسسة الكلى الوطنية، وبدأت التدريس كأستاذة مساعدة في جامعة بيتسبرغ. حصلت في عام 1996 على ’’جائزة امرأة الإلهام‘‘ من جامعة كارلو لإلهامها للنساء الأخريات. عملت سكانتليبيري باستمرار حتّى وصلت إلى درجة أستاذة مشاركة بحلول عام 2002 وعُيّنَت من قبل جامعة جنوب ألاباما (الولايات المتحدة الأمريكية) كأستاذة جرّاحة ومديرة لمركز الخليج الساحلي المحلي للولايات المتحدة الأمريكية لعمليات زراعة الأعضاء.

## أوسمة الشرف والشهادات
كُرِّمَت في عام 2003 كواحدة من ’’أبرز الأطباء في أمريكا‘‘ وأُقيم لها نصب في قاعة المشاهير الناجحين في الصندوق المتحد لجامعات الزنوج. وأُدرج اسمها بين عامي 2004 و2006 كواحدة من ’’أفضل الأطباء في أمريكا‘‘، وبدأت في عام 2006 العمل مع جراحي زراعة أعضاء آخرين وائتلاف التبرع والبرنامج الوطني لتثقيف الأقليات عن زراعة الأعضاء والأنسجة في محاولةٍ سُمّيت روابط الحياة لتثقيف المجتمع الأسود ودحض الخرافات المتعلقة بزرع الأعضاء. كُرّمَت على عملها من قبل الرابطة الأمريكية الكاريبية للطب والعلوم وحصلت على وسام استحقاق التاج الذهبي لبربادوس.

## إدارة برنامج زراعة الكلى
قَبِلَت سكانتليبيري عرضًا من مجموعة كريستيانا كير الصحية في ديلاوير في عام 2008 للعمل مديرة لبرنامج زراعة الكلى الخاص بهم وانتقلت مع عائلتها. [15] يُقدَّر أنها أجرت خلال مسيرتها المهنية أكثر من 2000 عملية زرع، ونشرت أكثر من 85 ورقةٍ بحثيّةٍ تمت مراجعتها من قبل الأقران، بالإضافة إلى 10 أفرودات وعدّة فصول من كتب مختلفة.